# 전현
전현(1967년 8월 15일 ~ )은 대한민국의 배우이다.

## 학력
- 중앙대학교 연극영화학과 학사

## 생애
신장은 170cm이고 체중은 72kg이며 혈액형은 A형인 그는 아역배우 출신으로 11세 때였던 1977년 영화 《엄마 없는 하늘 아래》의 단역으로 영화배우 첫 데뷔하였고 이어 같은 해 1977년 TBC 동양방송 TV 시리즈 《이완대장》이라는 드라마에 텔레비전 연기자로써 첫 출연하였는데 갑작스런 군 입대 때문에 한동안 연기활동을 중단했었다.

## 연기 활동

### 영화
- 1977년 《엄마 없는 하늘 아래》

### 텔레비전 드라마
- 1977년 TBC 《이완대장》
- 1980년 MBC 《전원일기》 ... 각종 단역
- 1983년 KBS1 《고교생 일기》 ... 김철진 역
- 1989년 MBC 《한중록》 ... 은전군 역
- 1989년 MBC 《천사의 선택》 ... 어린 이석범 역
- 1989년 MBC 《겨울 안개》 ... 송재섭 역
- 1989년 KBS2 《무풍지대》
- 1990년 MBC 《배반의 장미》
- 1992년 KBS1 《삼국기》
- 1994년 MBC 《천국의 나그네》 ... 석범 역
- 1994년 KBS2 《역사의 라이벌》
- 1994년 KBS2 《딸부잣집》 ... 강인태의 학교 후배 역
- 1995년 MBC 《제4공화국》 ... 김오랑 역
- 1996년 KBS2 《파파》
- 1997년 KBS1 《TV소설 모정의 강》
- 1997년 KBS1 《용의 눈물》 ... 영흥부사 박만의 부장 역
- 1998년 KBS2 주말연속극 《아씨》- 성인 이영숙 남편 역(중도합류)
- 1998년 KBS1 《왕과 비》 ... 영양위 정종 역
- 1998년 SBS 《홍길동》 ... 임성중의 아들 역
- 2000년 MBC 《베스트극장》
- 2001년 MBC 《길모퉁이》
- 2001년 KBS1 《태조 왕건》 ... 견금강 역
- 2001년 KBS2 《부부클리닉 사랑과전쟁》
- 2002년 SBS 《해 뜨는 집》 ... 최진섭 역
- 2003년 KBS1 《무인시대》 ... 이린 역
- 2003년 KBS2 《장희빈》 ... 김태윤 역
- 2004년 EBS 《네 손톱 끝에 빛이 남아 있어》
- 2004년 MBC 불새
- 2004년 KBS1 《불멸의 이순신》 ... 입부 이순신 역
- 2006년 MBC 《MBC 베스트극장 - 새끼곰의 미소》 ... 문동하 역
- 2006년 KBS1 《대조영》 ... 무승사 역
- 2007년 KBS2 《한성별곡》 ... 이조판서 역
- 2008년 KBS2 《대왕 세종》 ... 불곡 이천 역
- 2010년 KBS1 《전우》 ... 최현수 소령 역
- 2010년 KBS1 《근초고왕》 ... 건건만신 역
- 2011년 JTBC 《인수대비》 ... 금성대군 이유 역
- 2012년 KBS2 《각시탈》 ... 백건 역
- 2013년 KBS2 《칼과 꽃》 ... 태경 역
- 2014년 KBS1 《정도전》 ... 우재 조준 역
- 2017년 MBC 《병원선》 ... 김태우 역

### 연극
- 1996년 《사도장헌세자의 불운과 비애》 ... 사도장헌세자 이선 역(주연)

## 연기 외 활동

### 라디오 프로그램
- 2015년 EBS 《EBS 책 읽는 라디오 낭독 시리즈》